# Číslo 66
Číslo 66 (též Los číslo 66, Dva Savojci nebo Savojský dudáček, ve francouzském originále Le 66) je opereta, respektive opéra comique o jednom dějství francouzského skladatele Jacquese Offenbacha na libreto Philippa-Augusta Pittauda de Forges a Laurencina (vl. jm. Paul-Aimé Chapelle) z roku 1856. Měla premiéru 31. července 1856 v pařížském Théâtre des Bouffes-Parisiens, v jeho letním působišti Salle Lacaze.

## Vznik a charakteristika
Číslo 66 je po Růži ze Saint-Flouru druhým nevelkým kusem, který Jacques Offenbach napsal pro letní sezónu divadla Bouffes-Parisiens roku 1856 na jeho letním působišti v Salle Lacaze poblíž avenue des Champs-Élysées. Pro stísněnost těchto prostor kladou obě tyto operety malé nároky na výpravu. Obě také využívají venkovskou „couleur locale“ – auvergneskou v případě Růže ze Saint-Flouru a tyrolskou v případě Čísla 66. Tyrolský původ postav především umožnil skladateli využít oblíbenou písňovou formu tyrolienne - tyroláckou (mj. obsahující jódlování), kterou později účinně využil i například v Krásné Heleně, Pařížském životě nebo Madame Favart.
Ona „tyrolácká“ se také brzy stala nejoblíbenější melodií z Čísla 66 a také kritika ji chválila, byť s určitým zdráháním; o pár let později napsal Albert de Lasalle, první kronikář Bouffes-Parisiennes, že „byla tam jistá tyrolácká, která by byla bývala úchvatná, kdyby se ovšem nepodobala té z [ Donizettiho ] Betly, kterážto by byla bývala okouzlující, kdyby se nepodobala všem ostatním známým tyroláckým.“ Zato oceňovala její zapojení do širší scény s duetem a romancí (č. 2). Dalšími vyzdvihovanými čísly byla vstupní árie kramáře Bertholda (č. 3), která byla srovnávána se vstupní árií doktora Fontanarose z Auberova Nápoje lásky (Le Philtre), a kuplet založený na onomatopoickém zpracování slova „cocasse“, tj. „směšný, legrační“ (č. 6). Revue et Gazette musicale de Paris vystihla Offenbachův umělecký záměr, konkrétně v Čísle 66 zvláště zřetelný, když napsala: „Je totiž třeba uznat, že Offenbach má více než kdokoli jiný instinkt pro tento živý a lehký žánr naší staré opéry-comique, který si předsevzal nám navrátit.“ Ale i spřátelený kritik Benoît Jouvin skladatele vykazoval do mezí „jeho“ žánru, vytýkal mu příliš náročné a ambiciózní zpracování tercetu (č. 4) a důrazně mu radil, aby „přenechal velkým skladatelům bez talentu úkol přidávat šesté dějství ke Kyperské královně“ (velká opera J. Fromentala Halévyho) a „sám se omezil na psaní lehkých věcí, jako je tyrolácká pro dva hlasy“. Zmiňovaný tercet skutečně nese pečeť mistrovské erudice, Offenbach zde plasticky zachycuje dějovou situaci, začínající čtením výherní listiny. Z notové osnovy jasně cítíme mladíkovu stoupající nervozitu, jeho zklamání a mizející naději, která však náhle přechází v úžas a radost nad již neočekávanou výhrou.
Jestliže obecenstvo hledající především zábavu přímo nesdílelo nadšení kritiky, přijalo tuto novinku velmi příznivě, takže Le Figaro mohl napsat:„Číslo 66 je pro Bouffes opravdovým úspěchem.“ Mezi představiteli zaujal zvláště debutující Gustave Gerpré, který byl do divadla angažován po odchodu populárního Jeana Bertheliera.
Bouffes-Parisiens uváděly Číslo 66 i na svých zájezdech, například v Londýně roku 1857 (4x) a ve Vídni roku 1862 (2x), jakož i po několik sezón počínaje rokem 1858 ve svém pravidelném letním působišti, mondénních lázních Bad Ems (Emže).
I v rámci lyrické části Offenbachovy tvorby je námět Čísla 66 zvláště krotký. Pokud však lze toto dílo považovat za poněkud staromódní žánrový obrázek s konzervativním mravoučným posláním – není radno se oddávat hazardním hrám a vyvyšovat se nad svůj stav – postavili Offenbach a jeho libretisté v bezprostředně následujícím díle Finančník a příštipkář konvenční morálku na hlavu.

## Inscenační historie
I v případě tohoto díla byla nástupním místem pro evropskou kariéru Vídeň. Offenbachovy aktovky v rychlém sledu úspěšně uvádělo divadlo Carltheater a Číslo 66 zde mělo premiéru 24. listopadu 1859. Jako v případě jiných děl podstoupilo výraznou úpravu herce a pozdějšího divadelního ředitele Carla Treumanna. Představy o tom, co je exotické a rázovité, se přirozeně lišily z pařížské a z vídeňské perspektivy, a proto bylo dějiště změněno z jižního Německa na jižní Francii a z tyrolských hrdinů se stali Savojci Suzon a Piccolo (tato tenorová role byla navíc změněna na sopránovou kalhotkovou roli). V důsledku toho byl změněn i název operety na "Die Savoyarden", tj. Savojci. Stejně jako ostatní Offenbachova díla hrál Carltheater koncem 50. let 19. století své Savojce bez autorizace, a protože měl k dispozici pouze tiskem vydaný klavírní výtah, pořídil zcela novou instrumentaci kapelník divadla Carl Binder. Ohlas u publika i v tisku byl vesměs pozitivní. Podle listu Fremden-Blatt se opereta rozhodně líbila; „Hudba, lehká a nenáročná, avšak plná humoru a svěžesti, je zcela přiměřená neškodným situacím příběhu a způsobilá naplnit čas hravým žertováním.“ Deník Die Presse psal: „Offenbachova opereta Savojci [...] diváky skutečně oslovila. Dvě čísla musela být opakována, jiná sklidila živý potlesk a na koni byli vyvoláváni zpěváci. I když Savojci nestojí v první řadě Offenbachových operet, jsou přesto ladným a půvabným dárkem.“ Inscenace zde dosáhla dosáhla celkem dvanácti představení, k čemuž lze připočíst jedno roku 1861 ve Franz-Josefs-Kai-Theater (Treumann-Theater), kam velká část personálu Carltheater roku 1860 přešla.
Jako Die Savoyarden, případně též Die beiden Savoyarden, tj. Dva Savojci (pod tímto názvem v německém prostředí o více než půl století dříve úspěšně uváděna i Dalayracova opéra comique Les Deux Petits Savoyards), operetu uváděla i další německojazyčná divadla podunajské monarchie. Například 24. července 1861 ji uvedlo městské divadlo v Linci, v roce 1862 byla poprvé provedena i v Lublani.
Stejná verze byla hrána i při první (německojazyčné) inscenaci v Uhersku, totiž v Německém městském divadle v Pešti 1. července 1860. V maďarštině se tato opereta hrála poprvé 17. prosince 1862 v Národním divadle v Košicích jako Savoyardok. 7. listopadu 1863 pak měla v budínském Lidovém divadle (Népszínház) premiéru nová maďarská verze pod názvem A hatvanhatodik szám v překladu Pála Tarnaye (Madarassyho). V novější době pořídil maďarský překlad pod názvem A 66-os szám Vincze Ernő Innocent; tato verze se hrála poprvé roku 1965 na budapešťské komorní scéně Ódry Színpad.
V prostoru vlastního Německa se opereta šířila spíše v autorském znění a věrnějším překladu pod názvem Nummer 66. Poprvé i ve vlastním Německu uvedlo městské divadlo ve Vratislavi 29. května 1860. V Dánsku se hrála v kodaňském Lidovém divadle (Folketeatret) od 21. dubna 1869 a v průběhu roku dosáhla 20 repríz. Dánské znění překladatele Augusta Zincka neslo název Nr. 66. V Londýně byla hrána v letech 1865 a 1876. Ve Španělsku ji uvedlo poprvé madridské Teatro de la Zarzuela roku 1871 pod názvem ¡Me cayó la lotería!
V současnosti je tato opera hrána dosti zřídka, přes své hudební kvality; na vině je zřejmě naivní a moralizující libreto. I tak se hraje v malých a amatérských divadlech od Saratoga Springs (2012) a Memphisu (2014) po Sosnovec (2012) a londýnský festival Grimeborn Opera Festival, včetně verze pro marionety, kterou hraje Amsterdams Marionetten Theater. Roku 2018 byla inscenace Čísla 66 uvedena na letním festivalu Opéra de Barie.

### České země
Již 9. ledna 1860 úspěšně představilo operetu Číslo 66 – respektive Savojci, jak zněl název německé verze – Královské městské divadlo v Brně. Markéta Bartos Tautrmanová zmiňuje její uvedení v pražském Stavovském divadle roku 1862.
Číslo 66, pod názvem Savojský dudáček, se v češtině hrálo poprvé a dosud naposled (alespoň profesionálně) až roku v pražské Ledeburské zahradě; letní představení organizovalo Kulturní a společenské středisko ÚNV hlavního města Prahy.

## Osoby a první obsazení
| osoba                      | hlasový obor   | světová premiéra (31.7.1856) | vídeňská premiéra (24.11.1859) | česká premiéra (9.1.1860) | premiéra v češtině (1955)     |
| -------------------------- | -------------- | ---------------------------- | ------------------------------ | ------------------------- | ----------------------------- |
| Frantz [Piccola, dudák]    | tenor / soprán | Gustave Gerpré               | Helene Weinberger              | Leopoldine Benisch        | Karel Wimmer                  |
| Grittly [Suzon]            | soprán         | Marie-Aurélie Mareschal      | Anna Grobecker                 | Anna Marek                | Hana Brtnová / Marie Horáková |
| Joseph Berthold [François] | baryton        | (Louis-)Prosper Guyot        | Karl Treumann                  | Julius Gutenthal          | Ota Picka / Bohuš Kavala      |
| Dirigent:                  | Dirigent:      | Jacques Offenbach            | Karl Binder                    | ...                       | Antonín Maria Nademlejnský    |

## Děj operety
(Venkovská krajina před branami Stuttgartu – č. 1 Introdukce) Ke Stuttgartu přicházejí dva mladí poutníci, Frantz a Grittly. Jsou již čtyřicet dní na cestě z rodné tyrolské vísky do Štrasburku. Grittly si musí odpočinout, proto se na chvíli oba posadí a Grittly si znovu čte dopis, kvůli kterému jsou na cestě. Grittlina sestra žije v Štrasburku v chudobě se třemi malými dětmi. Její manžel se vydal do Ameriky a první zprávy naznačovaly, že tam vydělal hezké peníze, ale pak přišla zvěst, že cestou zpět do Evropy zahynul, když se potopila loď, která ho vezla. Když se to Grittly dozvěděla, vydala se za sestrou, aby jí pomohla, a Frantz, který je do ní zamilován, se nabídl jako doprovod. Od té doby jsou na cestě a vydělávají si na stravu zpěvem za doprovodu svých kytar (č. 2 duet: romance-kuplety En apprenant de cette détresse a č. 2a tyrolienne Dans mon Tyrol, pays si beau). Frantz si na poslední zastávce koupil los vídeňské loterie a sní o tom, co by mohl udělat s penězi, kdyby vyhrál.
Když se Frantz a Grittly chystají pokračovat v cestě, přichází z druhé strany Berthold, podomní obchodník s nejrůznějším zbožím, a písní vychvaluje šíři svého sortimentu (č. 3 air Voilà le colporteur). Frantz obdivuje jeho zboží, zvláště indický šátek, který by rád koupil Grittly, kdyby měl peníze. Přijde řeč na loterii a ukáže se, že Berthold má noviny se seznamem vyhrávajících čísel. Za tři krejcary čte rozechvělému Frantzovi jedno číslo po druhém, až dojde ke čtvrtému tahu, v němž vyhrálo číslo 66 – a to je právě číslo Frantzova losu, který tak vyhrává sto tisíc zlatých. Frantz je v extázi (č. 4 tercet Et maintenant lisez nous ça… Grand Dieu quelle trance! a Franzova árie À moi l'opulence). V rozjaření se chce zbavit všech nepotřebných věcí, neboť si koupí nové, koupí od Bertholda na dluh indický šátek, a když Berthold nejeví zájem o jejich kytary, Frantz je odhodí a rozbije: jsou bohatí, už nikdy nebudou muset muzicírovat. Pak rychle odchází s Bertholdem do města, aby si koupil obstojný oděv a objednal kočár do Štrasburku. Zatím Grittly pláče nad rozbitou kytarou (č. 5 romance C'était la compagne fidèle).
Frantz se brzy vrací v honosné, ale směšné kombinaci šatstva. Grittly nejprve krotí jeho nadšení, pak ji ale jeho fanfarónství rozzlobí. Jestli on bude boháč, ona bude nanejvýš jeho služka. Hodlá tedy vyrazit pěšky do Štrasburku za sestrou sama a nechat za sebou Frantze i jeho slibovaný kočár (č. 6 duet Cocasse, moi?). Ale Berthold, kterého Frantz sehnáním kočáru a spřežení pověřil, se vrací s nepořízenou. Prodejce chce nejprve vidět skutečný výherní los. A při bližším zkoumání Berthold zjistí, že Frantzův los má nikoli číslo 66, ale 99. Frantz propadá zoufalství, Grittly ho utěšuje a Berthold zpovzdálí komentuje náhlý zvrat, který dal mladíkovi za vyučenou (č. 7 tercet Ô ciel! ô ciel! est-il possible!... Maudite chance!). Berthold nyní po Frantzovi vymáhá zpět peníze, které mu půjčil na jeho útraty, a protože ten nic nemá, nabízí se Bertholdovi do služby – i když to znamená pokračovat opačným směrem než Grittly. Obchodník totiž cestuje ze Štrasburku do Tyrol… tato shoda okolností si vyžádá něco vysvětlování, ale nakonec se ukáže, že Berthold je Grittlin švagr, který se vrátil živ a zdráv. Nyní směřuje navštívit svého tchána a tchyni a odevzdat jim část peněz, které si přinesl z Ameriky. Potěšeni radostným shledáním odcházejí všichni tři do Tyrol (č. 8 finále Ah! quel bonheur se trouver ensemble!).

## Diskografie
- 1958 (rozhlasová nahrávka ORTF, CD 2014 Malibran MR 770) Zpívají: (Grittly) Claudine Collart, (Frantz) Camille Maurane, (Berthold) René Lenoty. Orchestre Lyrique de L'ORTF řídí Marcel Cariven.
- 1968 (rozhlasová nahrávka ORTF, nevydaná) Zpívají: (Grittly) Lina Dachary, (Frantz) Gérard Friedmann, (Berthold) Bernard Demigny. Orchestre Lyrique de L'ORTF řídí Robert Benedetti.
- ? (rozhlasová nahrávka - pořad “Les Gaités du Lyrique”, hudební čísla s průvodním slovem, nevydaná, archiv INA) Zpívají: (Grittly) Nicole Broissin, (Frantz) Jean Giraudeau, (Berthold) Pierre Germain. Orchestre Lyrique de L'ORTF řídí Edouard Bervily.
- 1973 (rozhlasová nahrávka ORTF, nevydaná) Zpívají: (Grittly) Lina Dachary, (Frantz) André Mallabrera, (Berthold) Aimé Doniat. Orchestre Lyrique de L'ORTF řídí Marcel Cariven.
- 2002 (CD ACROBALENO AAOC - 94522 - společně s dvěma La Fontainovými bajkami) Zpívají: (Grittly) Karin Ten Cate, (Frantz) Sébastien Lagrave, (Berthold) Pierre Villa-Loumagne (upravená orchestrace). Ensemble Il Teatro musicale řídí Frédérique Chauvet
- 2022 (CD 2023 CPO 555 585-2) Zpívají: (Grittly) Sandrina Buendia, (Frantz) Pierre-Antoine Chaumien, (Berthold) Armando Noguera. Kölner Akademie řídí Michael Alexander Willens (společně s Čarovnými houslemi)

Existují rovněž dvě nahrávky Československého rozhlasu, v nichž však některá hudební čísla chybí zcela a některá jsou nahrazena hudbou z jiných děl (Probdělá noc a Ba-ta-clan).
- 1960 (rozhlasová nahrávka, nevydaná, pod názvem Los číslo 66) Zpívají: (Zuzana, čili Grittly) Stanislava Součková, (Piccolo, čili Frantz) Zdeněk Švehla, (François, čili Berthold) Ladislav Mráz. Pražský rozhlasový orchestr řídí Vlastislav Antonín Vipler (česky).[29]
- 1989 (rozhlasová nahrávka, nevydaná, pod názvem Los číslo 66) Zpívají: (Suzan, čili Grittly) Věra Nováková, (Piccolo, čili Frantz) Jan Ježek, (François, čili Berthold) Karel Gult, (Vyvolávač - mluvená role) Oldřich Navrátil. Orchestr Smetanova divadla v Praze řídí Arnošt Moulík (česky).).[30]